# Geschiedenis van Jordanië
De Geschiedenis van Jordanië bestaat uit twee delen: de geschiedenis van vóór het ontstaan van de bestuurlijke eenheid Trans-Jordanië in 1923 en de geschiedenis van daarna.

## Oudheid
Jordanië was onderdeel van de zogenaamde Vruchtbare Halve Maan, de streek in het Midden-Oosten waar landbouw is ontstaan, zo'n 10.000 jaar geleden. Alleen het westelijke en noordelijke deel van het huidige Jordanië maken deel uit van dit gebied, het oosten en zuiden zijn voornamelijk woestijn.
Later vestigden zich in deze streek diverse volkeren, waaronder de Amorieten, Ammonieten en Moabieten.
De Perzen onder de dynastie van Achaemeniden veroverden ook delen van het huidige Jordanië. Alexander de Grote veroverde het gebied in de 4e eeuw v.Chr. en versloeg de Perzen. Na Alexanders dood kwam het land onder bestuur van de hellenistische Seleuciden die vanuit Damascus regeerden. Het Romeinse legerkamp en stad Um er-Rasas herinnert nog aan deze periode.
In 169 v.Chr. stichtten de Nabateeërs een koninkrijk in het zuiden van Jordanië. Hun hoofdstad was Petra, dat tevens een belangrijke stop op diverse karavaanroutes was.
In 106 n. Chr. veroverden de Romeinen het gebied. Het gebied blijft dan lange tijd in handen van Byzantijnen (of Oost-Romeinen), die er geregeld oorlog over voeren met de Perzische Sassaniden.

## Tot en met de Eerste Wereldoorlog
In 632 verovert het Arabische Rijk onder de eerste Kalief Aboe Bakr het gebied. Lange tijd regeren de Omajjaden vanuit Damascus, die er onder andere het fort Quseir Amra stichtten. De Omajjaden worden later opgevolgd door verschillende andere Arabische dynastieën.
In 1516 verovert het Osmaanse Rijk het gebied en dit blijft zo tot aan de Eerste Wereldoorlog.
Het is de Britse afgezant T.E. Lawrence, beter bekend als Lawrence of Arabia die de Sjarif van Mekka Hoessein ibn Ali over weet te halen aan de zijde van de geallieerden mee te vechten en in opstand te komen tegen de Turkse overheersers. De Britten beloven in ruil voor steun een toezegging dat de Arabieren na afloop van de oorlog onafhankelijk mogen worden.
Met steun van de Britten weten de Arabieren onder ander de havenstad Akaba in te nemen. In 1917 zijn de Turken uit Jordanië verdreven.

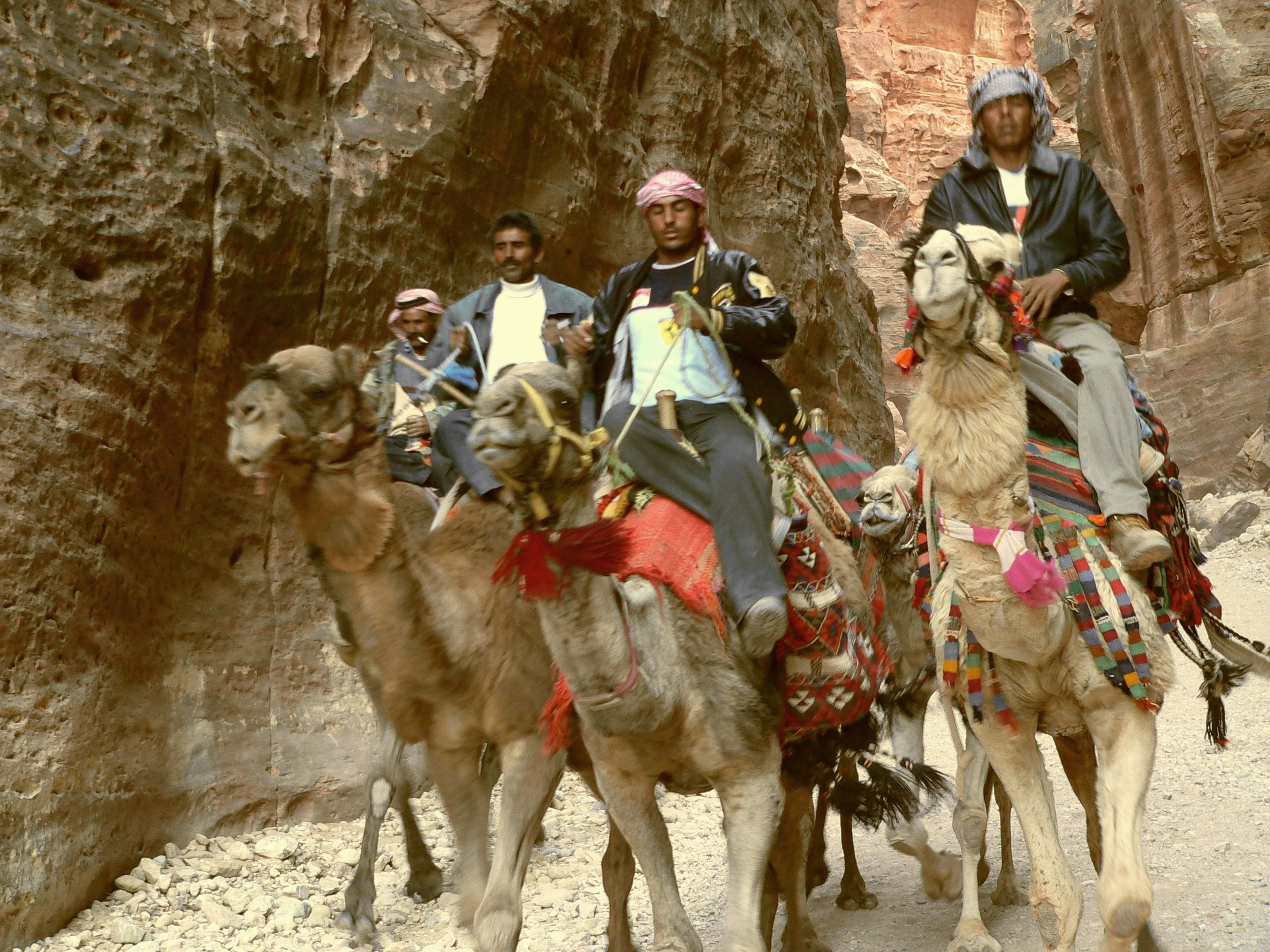

## Na de Eerste Wereldoorlog

### Mandaatgebied
Nadat de Turken verdreven waren, kregen de Arabieren niet de beloofde onafhankelijkheid. Het land ging in 1922 deel uitmaken van het Britse mandaatgebied Palestina. Deels ter compensatie werd Abdoellah, zoon van Hoessein, de sjarif van Mekka, in 1923 tot emir van Trans-Jordanië benoemd, onder een voorlopige overeenkomst. De overeenkomst hield ook in dat als het Verenigd Koninkrijk Frankrijk kon overhalen Syrië op te geven, Abdoellah daar ook emir mocht worden. De eerder gedane toezeggingen over onafhankelijkheid voor de Arabieren, werden door het VK echter niet waargemaakt.

### Onafhankelijkheid
Op 1 maart 1946 werd het land formeel onafhankelijk en heette toen Trans-Jordanië, wat 'over de Jordaan' betekent.
Toen de Verenigde Naties in 1947 adviseerden, bij het beëindigen van het Britse mandaat, Palestina op te delen in een Joodse en een Arabische staat kwam de inheemse bevolking in opstand en dreigde de Arabische Liga de Joodse kolonie aan te vallen. Koning Abdoellah, wiens koninkrijk deel uitmaakte van de liga, sloot daarop een geheime overeenkomst met de Joodse leiders om Palestina tussen de toekomstige Joodse staat en Trans-Jordanië te verdelen. Hij beloofde bij een eventuele oorlog de grenzen van de Joodse staat, zoals beschreven in het verdelingsplan, te zullen respecteren. Deze overeenkomst kreeg de zegen van de Britse minister van Buitenlandse zaken Ernest Bevin.
Toen na het vertrek van de Britse mandaattroepen oorlog uitbrak tussen het zojuist uitgeroepen Israël en de Arabische Liga kon het Jordaanse leger vrijwel zonder slag of stoot heel het Arabische gebied aangrenzend aan het koninkrijk bezetten. (Later zou het gebied de Westelijke Jordaanoever gaan heten.) Israël kon zich onderwijl concentreren op de strijd in het noord- en zuidfront tegen de overige Arabische legers, die veel zwakker waren dan het Arabische Legioen. Het kwam alleen tot een treffen tussen de Joodse troepen en het legioen in de strijd om Jeruzalem. Beide partijen hadden hun zinnen op de stad gezet, hoewel deze volgens het verdeelplan een internationaal gebied moest worden. Na zware gevechten kwam Oost-Jeruzalem, waaronder de oude stad, in Jordaanse handen, terwijl de Israëliërs het westelijke gedeelte bezetten. Op 3 april 1949 tekenden Israël en Transjordanië een bestand en het jaar erop annexeerde het koninkrijk formeel het bezette gebied. Slechts het Verenigd Koninkrijk en Pakistan erkenden deze annexatie, terwijl de meeste Arabische landen deze sterk afkeurden.
In 1951, gedurende het korte leiderschap van Koning Talal, werd een liberale grondwet ingevoerd. Jordanië werd een constitutionele monarchie. Op 14 december 1955 werd Jordanië lid van de Verenigde Naties.
Na een staatsgreep in 1957 ontbond Koning Hoessein (1953-1999) het parlement. Daarna regeerde hij praktisch als absoluut alleenheerser, totdat hij in 1992 politieke partijen weer toestond.
In 1967 werd tijdens de Zesdaagse Oorlog de Westoever door Israël op Jordanië veroverd, en tot bezet gebied gemaakt (alleen Oost-Jeruzalem werd ingelijfd). Zo'n 200.000 Palestijnen vluchtten naar Jordanië, alsmede vele Palestijnse strijders. De Palestijnse strijders en Jordaanse regeringstroepen vielen hierna herhaaldelijk de Westoever binnen. Israëlische vergeldingsacties en aanvallen op Jordanië ondermijnden de stabiliteit van het land.
In 1970 kaapte het Volksfront voor de Bevrijding van Palestina drie westerse vliegtuigen, waarna de vliegtuigen in Jordanië landden. Na acht dagen van gevechten tussen regeringstroepen en Palestijnse guerrilla's, die de kapers beschermden, werd een bestand getekend. De stabiliteit van het land kwam echter direct in gevaar en de koning besloot de militante Palestijnen uit zijn land te verwijderen. In de maanden daarna werden de Palestijnse strijders verslagen en Jordanië uitgezet. In juli 1971 waren hun laatste bases vernietigd (zie: Zwarte September).
Volgens sommigen richtte koning Hoessein daarna in de jaren zeventig bloedbaden aan onder de Palestijnse bevolking van Jordanië, die zijn regime zouden ondermijnen. Ook nu was de internationale aandacht zeer beperkt.
Tijdens de Golfoorlog van 1991 was Jordanië een van de weinige landen die Irak relatief gunstig gezind bleven. Saddam Hoessein had zich namelijk gepresenteerd als een kampioen van de Palestijnen, en een vijandige houding jegens Irak zou wellicht tot problemen met de in Jordanië wonende Palestijnen hebben geleid. Bovendien grensde Jordanië aan Irak, waar het militair absoluut niet tegen was opgewassen.
In 1989 voerde Koning Hoessein de verkiezingen weer in en gaf het parlement en de regering geleidelijk weer een grotere macht. Vanaf 1992 mocht men weer partijen vormen. In 1993 hield Jordanië, voor het eerst sinds 1956, verkiezingen waar meerdere partijen aan meededen. In 1994 werd een vredesverdrag getekend met Israël.
In 1999 overleed Hoessein, waarna hij door zijn zoon Abdoellah werd opgevolgd. De jonge koning probeert zijn land te moderniseren en voert langzaam democratische veranderingen door.

### Koningen van Jordanië
| Naam         | Jaar van kroning | Jaar van abdicatie c.q. overlijden |
| ------------ | ---------------- | ---------------------------------- |
| Abdoellah I  | 1923             | 1951                               |
| Talal        | 1951             | 1952                               |
| Hoessein     | 1952             | 1999                               |
| Abdoellah II | 1999             | heden                              |